# Alberto Coramini
 (décembre 2021).
Si vous disposez d'ouvrages ou d'articles de référence ou si vous connaissez des sites web de qualité traitant du thème abordé ici, merci de compléter l'article en donnant les références utiles à sa vérifiabilité et en les liant à la section « Notes et références ».
Alberto Coramini (né le 2 août 1944 à Maserà di Padova en Vénétie, et mort le 17 février 2015 à Teolo) est un joueur de football italien, qui évoluait en tant que défenseur.

## Biographie
Formé par la Juventus, il fait ses débuts en pro avec les bianconeri lors de la saison 1964-1965, sans jouer de rencontres de championnat, disputant seulement deux matchs lors du parcours victorieux en Coppa Italia (il joue donc son premier match professionnel le 6 septembre 1964 lors d'une victoire à l'extérieur 2-1 contre Alexandrie).
Après une saison en prêt avec l'équipe du Potenza Sport Club en Serie B, il retourne à la Juventus en 1966, disputant 12 rencontres de championnat (un match lors de la saison 1966-1967, lors de laquelle les piémontais remportèrent le scudetto, et 11 la saison suivante).
Durant l'été 1968, il est vendu au Pise Calcio qui s'apprêtait à disputer son premier championnat de Serie A de l'après-guerre. Coramini dispute au total lors de sa première saison 14 matchs lors d'un championnat où les nerazzurri terminèrent à l'avant-dernière place. Relégué en Serie B, il reste tout de même en Toscane pour encore deux saisons, également après la descente en Serie C, avant de retourner dans sa région natale, en Vénétie, pour jouer les 4 dernières saisons de sa carrière en Serie C avec le Calcio Padoue.
Au total, il a joué durant sa carrière 16 matchs en Serie A, ainsi que 76 matchs pour un but en Serie B.

## Palmarès
Juventus
- Championnat d'Italie (1) :
  - Vainqueur : 1966-67.

- Coupe d'Italie (1) :
  - Vainqueur : 1964-65.